# Salamanca (Chile)
Salamanca – miasto w środkowym Chile, w regionie Coquimbo, w prowincji Choapa, ośrodek administracyjny gminy Salamanca, położone w dolinie rzeki Choapa, na jej północnym brzegu. W 2002 roku miasto liczyło 11 615 mieszkańców.
Miasto założone zostało w 1844 roku.